# 31374 Hruskova
31374 Hruskova este un asteroid din centura principală de asteroizi.

## Descriere
31374 Hruskova este un asteroid din centura principală de asteroizi. A fost descoperit pe 14 decembrie 1998 la Socorro, New Mexico, în cadrul proiectului LINEAR. Asteroidul prezintă o orbită caracterizată de o semiaxă mare de 2,29 ua, o excentricitate de 0,13 și o înclinație de 1,5° în raport cu ecliptica.